# Daix
Daix är en kommun i departementet Côte-d'Or i regionen Bourgogne-Franche-Comté i östra Frankrike. Kommunen ligger i kantonen Fontaine-lès-Dijon som tillhör arrondissementet Dijon. År 2022 hade Daix 1 520 invånare.

## Befolkningsutveckling
Antalet invånare i kommunen Daix
Referens:INSEE